# Montastruc e la Conselhièra
Montastruc e la Conselhièra és un municipi francès del departament de l'Alta Garona, a la regió d'Occitània.